# Edena

Logo de la société.

Edena, de son vrai nom Société pour l'Exploitation et le Développement des Eaux de Source, est une société implantée à La Possession. Elle a longtemps exploitée l'unique marque d'eau de source naturelle produite à La Réunion avant d'être concurrencée par Australine.

## Généralité
Depuis son lancement en 1972, l'usine puise dans la source Denise située à quatre kilomètres du site, près de l'embouchure du cirque de Mafate.
L'eau est puisée à la sortie souterraine de la source afin de ne pas épuiser, ni dénaturer ou même polluer le site souterrain de la source et ce avec l'accord du ministère de l'Environnement.
Cette eau ne subit aucun pompage. C'est l'attraction terrestre qui lui permet d'arriver à l'usine grâce à des canalisations en PEHD.
Aujourd'hui, la société exploite les marques Edena (eau de source naturelle), Bagatelle (eau de source naturelle) et Sega (sodas).
En mars 2016, elle est rachetée au groupe Marbour, propriétaire de l'entreprise depuis janvier 2011, par la société mauricienne Phoenix Beverages.

## Renseignements juridiques
- Siège social  : 10 rue Roger-Eugène-de-Louise, 97419 La Possession, île de la Réunion
- SIRET  : 31086314700016
- Forme juridique : SA à conseil d'administration
- Capital social  : 2.861.250,00 euros
- Code activité  : 159S - Industrie des eaux de source
- Nationalité  : France
- Chiffre d'affaires: 12 millions €.
- Effectif  : 75 salariés
- Téléphone  : 02 62 42 15 30